# Carbon-Based Anatomy
Carbon-Based Anatomy är en EP av det amerikanska death metal-bandet Cynic, släppt 2010 av skivbolaget Season of Mist. EP:n består av sex tidigare outgivna låtar.

## Låtförteckning
1. "Amidst the Coals" – 2:11
2. "Carbon-Based Anatomy" – 6:24
3. "Bija!" – 2:27
4. "Box Up My Bones" – 5:32
5. "Elves Beam Out" – 3:59
6. "Hieroglyph" – 2:28

## Medverkande
Musiker (Cynic-medlemmar)
- Paul Masvidal – sång, gitarr
- Sean Reinert – trummor, keyboard
- Sean Malone – basgitarr

Bidragande musiker
- Amy Correia – sång

Produktion
- Paul Masvidal – producent, ljudtekniker
- Sean Reinert – producent, ljudtekniker
- Josh Newell – ljudtekniker (trummor)
- John Hiler – ljudmix
- Maor Appelbaum – mastering
- Travis Smith – omslagsdesign
- Robert Venosa – omslagskonst